# Чутковський потік
Чутковський потік (словац. Čutkovský potok) — річка; ліва притока Вагу, протікає в окрузі Ружомберок.
Довжина приблизно 8,0—8,5 км. Витік знаходиться в масиві Велика Фатра (геоморфологічна підодиниця Штіпська Фатра; схил гори Ширпунь) — на висоті приблизно 1255 метрів.
Протікає територією міста Ружомберок. Впадає у Ваг на висоті приблизно 465 метрів.